# Lijst van personen overleden door een verkeersongeval
Een aantal bekende en beroemde personen kwam om het leven bij een verkeersongeval. Een overzicht:
| Naam                                                | Plaats van het ongeval (indien bekend, anders plaats van overlijden)                                                                               | Datum                                                               | Omschrijving persoon                                                                |
| --------------------------------------------------- | --- | ------------------------------------------------------------------- | ----------------------------------------------------------------------------------- |
| Florence La Badie                                   | Ossining | 13 oktober 1917                                                     | Amerikaans actrice                                                                  |
| Lucien Petit-Breton                                 | Troyes | 20 december 1917                                                    | Frans wielrenner                                                                    |
| Antoni Gaudi                                        | Barcelona | kwam op 7 juni 1926 onder de tram, overleed 10 juni 1926            | Catalaans architect                                                                 |
| Isadora Duncan                                      | Nice | 14 september 1927                                                   | Amerikaans danseres                                                                 |
| George Saling                                       | St. Charles (Missouri) | 15 april 1933                                                       | Amerikaans atleet                                                                   |
| Junior Durkin                                       | San Diego | 4 mei 1935                                                          | Amerikaans acteur                                                                   |
| Astrid van Zweden                                   | Küssnacht am Rigi | 29 augustus 1935                                                    | Belgisch koningin                                                                   |
| Gé Bohlander                                        | tussen Kelpen en Maastricht | 18 december 1940                                                    | Nederlands waterpolospeler                                                          |
| Jack Johnson                                        | Franklinton (North Carolina) | 10 juni 1946                                                        | Amerikaans bokser                                                                   |
| Margaret Mitchell                                   | lopend aangereden door een taxi in Atlanta op 11 augustus 1949                                                                                     | 16 augustus 1949                                                    | Amerikaans schrijfster                                                              |
| James Dean                                          | Cholame | 30 september 1955                                                   | Amerikaans acteur                                                                   |
| Henk Heithuis                                       | Op de Provincialeweg ter hoogte van Oud Ade. | 25 oktober 1958                                                     | Nederlands misbruikslachtoffer en zeeman                                            |
| Mike Hawthorn                                       | bij Guildford | 22 januari 1959                                                     | Brits autocoureur                                                                   |
| Bert Leysen                                         | Leuven | 17 september 1959                                                   | Belgisch programmadirecteur Vlaamse televisie                                       |
| Jan Matthieu Henri van Heemstra                     | Jaagweg (toenmalige E10) bij Monnickendam | 17 oktober 1959                                                     | Nederlands jurist en burgemeester                                                   |
| Albert Camus                                        | Villeblevin | 4 januari 1960                                                      | Frans auteur en filosoof                                                            |
| Jesse Belvin                                        | Fairhope | 6 februari 1960                                                     | Amerikaans zanger en pianist                                                        |
| Nicolas Kettel                                      | Luxemburg | 7 april 1960                                                        | Luxemburgs voetballer                                                               |
| Eddie Cochran                                       | nabij Chippenham (Wiltshire) overleden in Bath tijdens een taxirit                                                                                 | 17 april 1960                                                       | Amerikaans zanger en gitarist                                                       |
| Eddie Costa                                         | Westside Highway in New York op 72nd Street | 28 juli 1962                                                        | Amerikaans jazzmuzikant                                                             |
| Jack Anglin                                         | New Due West Avenue Madison (Tennessee) | 7 maart 1963 op weg naar begrafenis van Patsy Cline                 | Amerikaans countryzanger                                                            |
| Tijn Receveur                                       | Rotterdam | 29 februari 1964 als bijrijder in een auto aangereden door een tram | Nederlands directeur en bestuurder                                                  |
| Lou Dijkstra                                        | Burgemeester van Sonweg, Amstelveen | 24 april 1964                                                       | Nederlands schaatser en arts                                                        |
| Hugo Koblet                                         | Uster | 6 november 1964                                                     | Zwitsers wielrenner                                                                 |
| Bartha Femke Mirandolle-de Vries                    | Drachten | 26 oktober 1965                                                     | Nederlands jurist en kunstschilderes                                                |
| Laurent Verbiest                                    | Oostende | 2 februari 1966                                                     | Belgisch voetballer                                                                 |
| Sanne Sannes                                        | Bergen | 23 maart 1967                                                       | Nederlands fotograaf                                                                |
| Jayne Mansfield                                     | Slidell | 29 juni 1967                                                        | Amerikaans actrice                                                                  |
| Alexandra                                           | Tellingstedt | 31 juli 1969                                                        | Duits zangeres                                                                      |
| Soledad Miranda                                     | snelweg bij Lissabon | 18 augustus 1970                                                    | Spaans actrice                                                                      |
| Tonny van Leeuwen                                   | op de rijksweg 32 nabij Meppel | 14 juni 1971                                                        | Nederlands doelman GVAV, Sparta, Oranje                                             |
| Georgi Asparoechov                                  | Vitinya Pass | 30 juni 1971                                                        | Bulgaars voetballer                                                                 |
| Duane Allman                                        | Macon | 29 oktober 1971                                                     | Amerikaans gitarist                                                                 |
| Neilia Hunter                                       | Wilmington (Delaware) | 18 december 1972                                                    | Amerikaans docent en eerste vrouw van Joe Biden                                     |
| Paul Veenemans                                      | Bijlmermeer (Amsterdam-Zuidoost) | 6 februari 1973                                                     | Nederlands roeier                                                                   |
| Willem Ernest van Knobelsdorff                      | Op de Rijksweg 43 nabij Beetsterzwaag | 18 april 1975                                                       | Burgemeester van Smallingerland                                                     |
| Wim de Bois                                         | nabij Oldenzaal | 1 augustus 1975                                                     | Nederlands voetballer en voetbaltrainer                                             |
| Gerardus Verdegaal Wim van der Schans Harm Schokker | Door een verkeersongeval in het buitengebied van Tubbergen tijdens een ambtsbezoek.                                                                | 15 augustus 1975                                                    | Burgemeester van Tubbergen Wethouder in Ammerzoden Gemeentesecretaris in Ammerzoden |
| Ad Verhoeven                                        | tussen Krimpen en Capelle aan den IJssel | 16 januari 1976                                                     | Nederlands voetballer                                                               |
| Ivo Van Damme                                       | Bollène | 29 december 1976                                                    | Belgisch atleet                                                                     |
| Giuliano Bernardi                                   | Ravenna | 4 juni 1977                                                         | Italiaans operabariton en -tenor                                                    |
| Marc Bolan                                          | Barnes in Londen | 16 september 1977                                                   | Brits popmusicus, singer-songwriter en gitarist en oprichter van T. Rex             |
| Hartwig Steenken                                    | Hannover | 6 maanden coma na het auto-ongeluk overleden januari 1978           | Duits springruiter                                                                  |
| Willem van Otterloo                                 | Melbourne | 27 juli 1978                                                        | Nederlands dirigent en componist                                                    |
| Anne Vondeling                                      | E19 nabij Mechelen | 22 november 1979                                                    | Nederlands politicus                                                                |
| Ermindo Onega                                       | Lima (Argentinië) | 21 december 1979                                                    | Argentijns voetballer                                                               |
| Jacob Miller                                        | Hope Road in Kingston | 23 maart 1980                                                       | Jamaicaans reggae-artiest                                                           |
| Jean Robic                                          | Claye-Souilly | 6 oktober 1980                                                      | Frans wielrenner                                                                    |
| Andrej Amalrik                                      | nabij Guadalajara in ballingschap | 12 november 1980                                                    | Russisch schrijver en dissident                                                     |
| Louis Neefs                                         | Lier | 25 december 1980                                                    | Belgisch zanger                                                                     |
| Mike Hailwood                                       | tegen een kerende vrachtwagen gereden op 21 maart 1981 in Tanworth-in-Arden nabij Birmingham                                                       | 23 maart 1981                                                       | Brits auto- en motorcoureur                                                         |
| Harry Chapin                                        | Hempstead, botsing met vrachtwagen | 16 juli 1981                                                        | Amerikaans zanger, songwriter en filantroop                                         |
| Grace Kelly                                         | bij La Turbie | 14 september 1982                                                   | Amerikaans actrice                                                                  |
| Gerard Barkhorn                                     | Frechen | 8 januari 1983                                                      | Duits gevechtspiloot in de Tweede Wereldoorlog                                      |
| Theo Koomen                                         | Schermerhorn | 5 april 1984                                                        | Nederlands sportverslaggever                                                        |
| Hans Croon                                          | Arnemuiden | 5 februari 1985                                                     | Nederlands voetballer en voetbaltrainer                                             |
| Evert Baerends                                      | tussen Tholen en Poortvliet | 18 september 1985                                                   | Nederlands burgemeester en politicus                                                |
| Ludo Coeck                                          | Rumst | 9 oktober 1985                                                      | Belgisch voetballer                                                                 |
| Jean-Claude Bouvy                                   | van Aalst naar Gent | 25 januari, overleden 5 februari 1986                               | Congolees-Belgisch voetballer                                                       |
| Cliff Burton                                        | nabij Dörarp overleden in Ljungby | 27 september 1986                                                   | Amerikaans bassist Metallica                                                        |
| Jaap van Praag                                      | A4 bij Amsterdam | 7 augustus 1987                                                     | Nederlands ondernemer en sportbestuurder                                            |
| Trinidad Silva                                      | botsing met dronken automobilist in Whittier (Californië)                                                                                          | 31 juli 1988                                                        | Amerikaans acteur                                                                   |
| Tim Griek                                           | na auto-ongeval te water geraakt in Oterleek | 13 februari 1988                                                    | Nederlands muzikant en muziekproducent                                              |
| Dave Prater                                         | op weg naar zijn moeder in Sycamore (Georgia) | 9 april 1988                                                        | Amerikaans zanger Sam & Dave                                                        |
| Pete de Freitas                                     | A51 op de motor Longdon (Staffordshire) | 14 juni 1989                                                        | Brits rockmuzikant en -producer                                                     |
| Kazimierz Deyna                                     | nabij San Diego (Californië) | 1 september 1989                                                    | Pools voetballer                                                                    |
| Gaetano Scirea                                      | nabij Babsk (Polen) | 3 september 1989                                                    | Italiaans voetballer                                                                |
| Tom Krommendijk                                     | tussen Enschede en Hengelo | 25 augustus 1990                                                    | Nederlands voetballer                                                               |
| Peter Slaghuis                                      | A2 tussen Amsterdam en Zaltbommel | 5 september 1991                                                    | Nederlands producer van discoremixen en house-dj                                    |
| Juanito                                             | bij Calzada de Oropesa in Toledo | 2 april 1992                                                        | Spaans voetballer                                                                   |
| Sam Kinison                                         | botsing met pick-uptruck nabij Needles | 10 april 1992                                                       | Amerikaans comedian en acteur                                                       |
| Jaap Valkhoff                                       | Hoek van Holland | 3 juli 1992                                                         | Nederlands musicus, tekstschrijver, componist                                       |
| Claire Vanhonnacker                                 | Buggenhout | 8 november 1992                                                     | Vlaamse zangeres                                                                    |
| Dražen Petrović                                     | Denkendorf | 7 juni 1993                                                         | Kroatisch basketbalspeler                                                           |
| Renske Vellinga                                     | Oldeberkoperweg nabij Zandhuizen | 19 februari 1994                                                    | Nederlands schaatsster                                                              |
| Joey Marella                                        | Willingboro Township New Jersey | 4 juli 1994                                                         | Amerikaans scheidsrechter bij professioneel worstelen                               |
| Hans Hugenholtz                                     | Zandvoort | januari 1995                                                        | Nederlands ontwerper van racecircuits en auto's                                     |
| Carlos Monzón                                       | Santa Rosa de Calchines | 8 januari 1995                                                      | Argentijns bokser en moordenaar                                                     |
| Kurt Vangompel                                      | Genk | 17 mei 1995                                                         | Belgisch voetballer                                                                 |
| Diana Spencer                                       | tunnel bij de Pont de l’Alma in Parijs | 31 augustus 1997                                                    | Brits prinses                                                                       |
| Dodi Fayed                                          | tunnel bij de Pont de l'Alma in Parijs | 31 augustus 1997                                                    | vriend van Diana Spencer                                                            |
| Henri Paul                                          | tunnel bij de Pont de l’Alma in Parijs | 31 augustus 1997                                                    | chauffeur en werknemer van Hôtel Ritz                                               |
| Aldo Rossi                                          | Milaan | 4 september 1997                                                    | Italiaans architect                                                                 |
| Rich Mullins                                        | Interstate 39 nabij Bloomington | 19 september 1997                                                   | Amerikaans christelijke muzikant en songwriter                                      |
| Gunpei Yokoi                                        | Kioto | 4 oktober 1997                                                      | belangrijk werknemer van Nintendo                                                   |
| Maarten van Traa                                    | ringweg A10 naar de A4 nabij Amsterdam | 21 oktober 1997                                                     | Nederlands politicus                                                                |
| Pascal Decroos                                      | nabij Brussel | 2 december 1997                                                     | Belgisch onderzoeksjournalist                                                       |
| Michael Hedges                                      | California State Route 128 in Mendocino County nabij Boonville                                                                                     | 2 december 1997                                                     | Amerikaans componist en gitarist                                                    |
| Falco (zanger)                                      | tussen de steden Villa Montellano en Puerto Plata (stad)                                                                                           | 6 februari 1998                                                     | Oostenrijks popmuzikant                                                             |
| Rudy Dhaenens                                       | E40 nabij Aalst | 6 april 1998                                                        | Belgisch wielrenner                                                                 |
| Menno Oosting                                       | onderweg van Cherbourg naar huis, nabij Turnhout                                                                                                   | 22 februari 1999                                                    | Nederlands tennisspeler                                                             |
| Adriaan Litzroth                                    | Nijmegen | 2 juni 1999                                                         | Nederlands schrijver, illustrator en kunstschilder                                  |
| Jaap Hillenius                                      | Willemsparkweg t.h.v. Cornelis Schuytstraat te Amsterdam                                                                                           | 26 augustus 1999                                                    | Nederlands kunstschilder, tekenaar en graficus                                      |
| Ian Bannen                                          | nabij Loch Ness | 3 november 1999                                                     | Schots acteur                                                                       |
| Desmond Llewelyn                                    | A27 nabij Berwick | 19 december 1999                                                    | Brits acteur                                                                        |
| Ari Tegelberg                                       | Kajaani | 29 februari 2000                                                    | Fins voetballer                                                                     |
| Steve Allen (presentator)                           | Los Angeles | 30 oktober 2000                                                     | Amerikaans presentator                                                              |
| Ibo                                                 | Sankt Pankraz (Oostenrijk) | 18 november 2000                                                    | Duitse schlagerzanger                                                               |
| Mike Muuss                                          | Havre de Grace in Maryland | 20 november 2000                                                    | Amerikaans softwareontwikkelaar                                                     |
| Niccolò Galli                                       | na de training in Bologna verkeersongeluk op zijn brommer                                                                                          | 10 februari 2001                                                    | Italiaans voetbaltalent                                                             |
| Chris Götte                                         | motor tegen een kerende auto bij afrit van de A58 bij Middelburg                                                                                   | 17 maart 2001                                                       | Nederlands drummer                                                                  |
| Prince Ital Joe                                     | Phoenix (Arizona) | 16 mei 2001                                                         | Dominicaans Amerikaans artiest                                                      |
| Ferry van Vliet                                     | Moerdijk | 25 mei 2001                                                         | Nederlands voetballer                                                               |
| Donald Madder                                       | Heverlee | 29 juni 2001 nabij Leuven                                           | Belgisch acteur                                                                     |
| Jacques Santkin                                     | Luik | 29 augustus 2001                                                    | Belgisch politicus                                                                  |
| Davit Kipiani                                       | Tbilisi | 17 september 2001                                                   | Georgisch voetballer en trainer                                                     |
| Jack Shea                                           | Saranac Lake | 17 januari 2002                                                     | Amerikaans schaatser                                                                |
| Doreen Waddell                                      | Shoreham-by-Sea | 1 maart 2002                                                        | Brits zangeres                                                                      |
| Linda Lovelace                                      | Denver | april 2002                                                          | Amerikaans pornoactrice                                                             |
| Lisa Lopes                                          | nabij La Ceiba Honduras | 25 april 2002                                                       | Amerikaans zangeres TLC                                                             |
| Onno Boekhoudt                                      | De Hoeve | 28 oktober 2002                                                     | Nederlands beeldend kunstenaar                                                      |
| Johnny Mauro                                        | 10 mijlen vanaf Denver | 23 januari 2003                                                     | Amerikaans autocoureur                                                              |
| David Wayne                                         | Tacoma | 10 mei 2005                                                         | Amerikaans metalzanger                                                              |
| Glenn Corneille                                     | A1 ter hoogte van Baarn | 23 augustus 2005                                                    | Nederlands pianist                                                                  |
| Elisabeth van Lidth de Jeude-van Welij              | verkeerde manoeuvre met auto van de veerpont over de Lek tussen Rijswijk en Wijk bij Duurstede en verdronk                                         | 20 augustus 2005                                                    | Nederlands politica                                                                 |
| Eric Namesnik                                       | inhaalmanoeuvre in Pittsfield Township, overleed 4 dagen later in Ypsilanti                                                                        | 11 januari 2006                                                     | Amerikaans schaatser                                                                |
| Hubert Grossard                                     | verkeersongeval met zijn motorfiets op de E313 te Ranst                                                                                            | 23 juni 2006                                                        | Belgisch atleet                                                                     |
| Maria Cioncan                                       | Pleven | 21 januari 2007                                                     | Roemeens atlete                                                                     |
| Shane Cross                                         | Melbourne | maart 2007                                                          | Australisch skateboarder                                                            |
| Alemão                                              | Nova Iguaçu | 8 juli 2007                                                         | Braziliaans voetballer                                                              |
| Norifumi Abe                                        | Kawasaki | 7 oktober 2007                                                      | Japans motorcoureur                                                                 |
| Toše Proeski                                        | A3 (Kroatië) | 16 oktober 2007                                                     | Macedonische zanger                                                                 |
| Kristiaan Lagast                                    | Boedapest | 29 april 2008                                                       | Belgisch acteur                                                                     |
| François Sterchele                                  | Vrasene | 8 mei 2008                                                          | Belgisch voetballer                                                                 |
| Tom Compernolle                                     | Zedelgem | 16 juni 2008                                                        | Belgisch atleet                                                                     |
| Jörg Haider                                         | Lambichl | 11 oktober 2008                                                     | Oostenrijks politicus                                                               |
| Ernst-Paul Hasselbach                               | Lom | 11 oktober 2008                                                     | Nederlands televisiepresentator                                                     |
| Maksim Pasjajev                                     | Hradyzk in Oblast Poltava | 12 december 2008                                                    | Oekraïens voetballer                                                                |
| Albert C. Perdeck                                   | onder een trein gekomen bij Teuge | 21 mei 2009                                                         | Nederlands bioloog en vogelkenner                                                   |
| Ferdi Elsas                                         | Vorden | 3 augustus 2009                                                     | Nederlands crimineel                                                                |
| Pierre Bottero                                      | tussen Lambesc en Rognes | 8 november 2009                                                     | Frans schrijver                                                                     |
| Alan Van Heerden                                    | nabij Johannesburg | 15 december 2009                                                    | Zuid-Afrikaans wielrenner                                                           |
| David Lelei                                         | snelweg tussen Nairobi en Nakuru | 17 februari 2010                                                    | Keniaans atleet                                                                     |
| Nujabes                                             | Shibuya | 26 februari 2010                                                    | Japans hiphopproducent en dj                                                        |
| Henk Geels                                          | N248 nabij Schagen | 12 april 2010                                                       | Nederlands artiestenmanager                                                         |
| Natalja Lavrova                                     | Oblast Penza | 23 april 2010                                                       | Russisch gymnast                                                                    |
| Avi Cohen                                           | Tel Aviv | 29 december 2010                                                    | Israëlisch voetballer                                                               |
| Gary Mason                                          | Wallington | 6 januari 2011                                                      | Brits bokser                                                                        |
| Augustus Owsley Stanley III                         | Sydney | 13 maart 2011                                                       | Amerikaans-Australisch LSD-icoon                                                    |
| Floor van der Wal                                   | Mercatorplein in Amsterdam | 25 maart 2011                                                       | Nederlands cabaretière                                                              |
| Ryan Dunn                                           | Chester County (Pennsylvania) | 20 juni 2011                                                        | Amerikaans stuntman, performer, lid van Jackass                                     |
| Theyab Awana                                        | Abu Dhabi (stad) | 25 september 2011                                                   | Arabisch voetballer                                                                 |
| Pavel Karelin                                       | Nizjni Novgorod | 9 oktober 2011                                                      | Russisch schansspringer                                                             |
| Patrick Bosch                                       | Scandinaviëroute nabij Denekamp | 11 mei 2012                                                         | Nederlands voetballer                                                               |
| Patrick Mafisango                                   | Dar es Salaam | 17 mei 2012                                                         | Rwandees voetballer                                                                 |
| Da Boy Tommy                                        | op de afrit van de E40 in Nieuwpoort | 24 februari 2013                                                    | Belgisch jump-dj                                                                    |
| Giuliano Gemma                                      | verkeersongeval in Cerveteri | 1 oktober 2013                                                      | Italiaans acteur                                                                    |
| Paul Walker                                         | Santa Clarita | 30 november 2013                                                    | Amerikaans acteur en fotomodel                                                      |
| Eva Ganizate                                        | aangereden door een auto nabij La Belliole | 4 januari 2014                                                      | Frans opareazangeres                                                                |
| Dirk Bisschop                                       | Weststraat (Moerkerke) bij Damme | 1 mei 2014                                                          | Belgisch burgemeester                                                               |
| Theo Elfrink                                        | N325 nabij Ubbergen | mei 2014                                                            | Nederlands kunstschilder en graficus                                                |
| Andrea de Cesaris                                   | met zijn motor tegen de vangrail bij Grande Raccordo Anulare in Rome                                                                               | 5 oktober 2014                                                      | Italiaans autocoureur                                                               |
| Daisuke Oku                                         | Miyakojima | 17 oktober 2014                                                     | Japans voetballer                                                                   |
| Mbulaeni Mulaudzi                                   | nabij Johannesburg | 24 oktober 2014                                                     | Zuid-Afrikaans atleet                                                               |
| Junior Malanda                                      | nabij Porta Westfalica | 10 januari 2015                                                     | Belgisch voetballer                                                                 |
| Albert West                                         | Maren-Kessel | 4 juni 2015                                                         | Nederlands zanger                                                                   |
| Goran Brajković                                     | Matulji | 28 juni 2015                                                        | Kroatisch voetballer                                                                |
| Hussein Fatal                                       | snelweg in Banks County | 10 juli 2015                                                        | Amerikaans rapper                                                                   |
| Cecil Lolo                                          | Spine Road in Khayelitsha | 25 oktober 2015                                                     | Zuid-Afrikaans voetballer                                                           |
| Black (zanger)                                      | nabij Cork Airport in Ierland | 10 januari 2016                                                     | Brits zanger en songwriter                                                          |
| Henk Vreekamp                                       | Aangereden in zijn woonplaats Epe | 29 februari 2016                                                    | Nederlands theoloog en predikant                                                    |
| Anton Yelchin                                       | Los Angeles | 19 juni 2016                                                        | Amerikaans acteur                                                                   |
| Nicky Hayden                                        | Cesena | 22 mei 2017                                                         | Amerikaans motorcoureur                                                             |
| John Wijdenbosch                                    | A6 bij Lelystad | 28 mei 2017                                                         | Nederlands acteur                                                                   |
| Gregory Rigters                                     | Paramaribo | 4 december 2017                                                     | Surinaams (zaal)voetballer                                                          |
| Altero Matteoli                                     | Aurelia-snelweg in Capalbio | 18 december 2017                                                    | Italiaans minister                                                                  |
| Olivier Lancelot                                    | scooterongeluk in Parijs | 21 januari 2018                                                     | Frans jazzpianist                                                                   |
| Abdullah Haselhoef                                  | verkeersongeluk met een spookrijder op de A16 nabij Breda                                                                                          | 10 juni 2018                                                        | Surinaams-Nederlands islamitisch geestelijke en schrijver                           |
| Martin van Beek                                     | verkeersongeval bij Leersum | augustus 2018                                                       | Nederlands senator                                                                  |
| Josef Šural                                         | busongeluk met zijn voetbalteam in Turkije | 29 april 2019                                                       | Tsjechisch profvoetballer                                                           |
| Thalles                                             | nabij São Gonçalo (Rio de Janeiro) | 22 juni 2019                                                        | Braziliaans voetballer                                                              |
| Aart Staartjes                                      | brommobielongeluk in Leeuwarden | 10 januari 2020, overleed 12 jan                                    | Nederlands acteur                                                                   |
| Anele Ngcongca                                      | auto-ongeluk in Zuid-Afrika | november 2020                                                       | Zuid-Afrikaans voetballer                                                           |
| Helmut Jahn                                         | fietsongeluk in St. Charles (Illinois) | 8 mei 2021                                                          | Amerikaans Duits architect                                                          |
| Lisa Banes                                          | aangereden door scooter op West 64th in New York                                                                                                   | 4 juni 2021                                                         | Amerikaans actrice                                                                  |
| Abdalelah Haroun                                    | auto-ongeluk in Doha | 26 juni 2021                                                        | Qatarees atleet                                                                     |
| Boet van Dulmen                                     | fietsongeluk in Ammerzoden | september 2021                                                      | Nederlands motorcoureur                                                             |
| Chris Anker Sørensen                                | fietsongeluk in Zeebrugge | september 2021                                                      | Deens wielrenner en verslaggever                                                    |
| Lars Vilks                                          | samen met twee politieagenten die met hem meereden tegen een vrachtwagen gebotst in Markaryd                                                       | oktober 2021                                                        | Zweeds kunstenaar                                                                   |
| Roeslan Zacharov                                    | aangereden door een vrachtauto in Chabarovsk | oktober 2021                                                        | Russisch schaatser                                                                  |
| Ahmet Çalık                                         | Gölbasi | 11 januari 2022                                                     | Turks voetballer                                                                    |
| Freddy Rincón                                       | Cali | april 2022                                                          | Colombiaans voetballer                                                              |
| Maximiliano Rolón                                   | nabij Casilda | 14 mei 2022                                                         | Argentijns voetballer                                                               |
| Bernard Wright                                      | aangereden bij oversteken van de straat in Dallas                                                                                                  | 19 mei 2022                                                         | Amerikaans funk- en jazzmuzikant                                                    |
| Julio Jiménez                                       | Avila | 8 juni 2022                                                         | Spaans wielrenner                                                                   |
| Roger E. Mosley                                     | Lynwood | augustus 2022                                                       | Amerikaans acteur                                                                   |
| Anne Heche                                          | met haar auto een woning binnengereden in Mar Vista in Los Angeles                                                                                 | 5 augustus 2022                                                     | Amerikaans actrice                                                                  |
| Leslie Jordan                                       | met zijn auto tegen een gebouw aangereden in Hollywood                                                                                             | 24 oktober 2022                                                     | Amerikaans acteur en comedian                                                       |
| Jay Briscoe                                         | auto-ongeluk in Laurel | 17 januari 2023                                                     | Amerikaans professioneel worstelaar                                                 |
| Treat Williams                                      | motor-ongeval nabij Dorset in Vermont | 12 juni 2023                                                        | Amerikaans acteur                                                                   |
| Melissa Hoskins                                     | als bijrijdster door pick-up aangereden in Adelaide                                                                                                | 31 december 2023                                                    | Australisch wielrenster                                                             |
| Natenom                                             | aangereden op zijn mountainbike nabij Neuhausen (Enzkreis)                                                                                         | 30 januari 2024                                                     | fietsactivist en blogger                                                            |
| Kelvin Kiptum                                       | verloor de macht over het stuur van zijn auto,ook zijn coach overleed in het Keniaanse Kaptagat                                                    | 11 februari 2024                                                    | Keniaans marathonloper                                                              |
| Lizan Freijsen                                      | fietsongeluk op 14 februari in Rotterdam | 15 februari 2024                                                    | Nederlands kunstenares en docent                                                    |
| Vincent Monnikendam                                 | op 8 maart 2024: op bromfiets aangereden door een tiener op de fiets op de kruising van de Laan van Meerdervoort en de Frambozenstraat in Den Haag | 15 maart 2024                                                       | Nederlands documentairemaker                                                        |
| Iván Darío Bothia                                   | op 16 maart 2024: op weg naar Casanare, tussen Hato Corozal en Paz de Ariporo                                                                      | 17 maart 2024                                                       | Colombiaans wielrenner                                                              |
| Ibrahim Babangida                                   | op 9 mei 2024: auto ongeluk tussen Kaduna en Zaria, zijn broer Tijjani Babangida was erbij en raakte gewond                                        | 9 mei 2024                                                          | Nigeriaans voetballer                                                               |
| Igor Sysojev                                        | op 12 mei 2024 botsing auto met truck nabij Taman                                                                                                  | 12 mei 2024                                                         | Russisch triatleet                                                                  |
| Klaas Dankert                                       | fietsongeluk op 23 mei 2024 nabij Groningen | 25 mei 2024                                                         | Nederlands politicus                                                                |
| Landry N'Guémo                                      | auto-ongeval nabij Obala in Kameroen | 27 juni 2024                                                        | Kameroens voetballer                                                                |
| Willem van Manen                                    | verkeersongeval, overleden in Amsterdam | 26 september 2024                                                   | Nederlands jazzmuzikant en -componist                                               |
| Mustapha Moussa                                     | verkeersongeval in Algerije begin juli 2024 | 3 augustus 2024                                                     | Algerijns bokser                                                                    |
| Crescenzo D'Amore                                   | verkeersongeval nabij Pomigliano d'Arco eind november 2024                                                                                         | 30 november 2024                                                    | Italiaans wielrenner                                                                |
| Manuëla Kemp                                        | scooterongeval in Loulé op 7 december 2024 | 17 januari 2025 in Hilversum                                        | Nederlands presentatrice en zangeres                                                |
| Angie Stone                                         | auto-ongeluk, na een optreden in Montgomery (Alabama)                                                                                              | 1 april 2025                                                        | Amerikaans soulzangeres en actrice                                                  |
| Nikola Pokrivač                                     | auto-ongeluk met meerdere doden nabij Karlovac | 18 april 2025                                                       | Kroatisch voetballer                                                                |
| Jonathan Paredes                                    | bestelbus rijdt fietsende groep aan nabij El Barne, in Boyacá                                                                                      | 19 mei 2025                                                         | Colombiaans wielrenner                                                              |
| Thom Bonder                                         | verkeersongeval in Oude Pekela | 11 juni 2025                                                        | Nederlands mountainbiker                                                            |
| Diogo Jota                                          | klapband op hoge snelheid en de auto vatte vlam in Cernadilla                                                                                      | 3 juli 2025                                                         | Portugees voetballer                                                                |
| Michel Reijinga                                     | eenzijdig ongeval in Diemen | 22 juli 2025                                                        | Nederlands corona-activist                                                          |